# Новиков, Владимир Дмитриевич
Влади́мир Дми́триевич Но́виков (25 июня 1937, Москва — 25 января 1980) — советский ватерполист, серебряный призёр Олимпийских игр. Мастер спорта СССР.

## Карьера
На Олимпийских играх 1960 года в составе сборной СССР выиграл серебряную медаль. На турнире Новиков провёл 1 матч.

## Награды
- Орден «Знак Почёта» (16.09.1960) — за успешные выступления в XVII летних и VIII зимних Олимпийских играх 1960 года, а также за выдающиеся спортивные достижения[4]